# Бартон, Бенджамин Смит
Бенджамин Смит Бартон (англ. Benjamin Smith Barton; 1766—1815) — американский ботаник.

## Биография
Сначала он учился в школе в Филадельфии, однако в 1786 году отправился изучать медицину в Эдинбург и Лондон. В 1789 году он вернулся, чтобы преподавать в качестве профессора естествознания и медицины в университете Пенсильвании. Он написал первый опубликованный в Северной Америке учебник по ботанике, Elements of Botany, который появился в 1804 году. Остальные его публикации демонстрируют широкий спектр его интересов. Можно встретить статьи Бартона о настоящих гремучниках, о происхождении коренных жителей и множество медицинских сочинений.
Кроме того, в 1804 году Бартон поддержал значимую экспедицию Льюиса и Кларка, целью которой было исследование западной части Северной Америки. Бартон не принимал непосредственного участия в экспедиции, но он учил её участников правильно собирать, документировать и называть согласно правилам таксономии найденные предметы. После возвращения исследователей Бартон в 1806 году приступил к оценке проб, однако прежде чем он смог закончить свою работу, он вскоре внезапно умер от туберкулёза в 1815 году.
В честь Бартона назван род растений Bartonia Muhl. ex Willd. из семейства горечавковые (Gentianaceae).

## Труды
- Fragments of the natural history of Pennsylvania. 1799
- Elements of botany …. 1804, 2. Auflage 1812–1814, 3. Auflage 1827